# Вторичен икономически сектор
Вторичен икономически сектор или индустриален сектор, включва онези икономически сектори, които създават завършен, използваем продукт: производството и строителството. В САЩ това е най-големият икономически сектор между 1810 и 1940.
Този сектор като цяло взима добитите в първичния сектор суровини и ги превръща в завършени стоки, независимо дали те са предназначени за по-нататъшно влагане в производство, за експорт или за продажба за домашно потребление. Този сектор се дели на лека и тежка индустрия.